# Grupo Softland
Grupo Softland (fundada en 1982 como Grupo SP en Madrid, España) es una empresa de capital español que se dedica al desarrollo de software de gestión empresarial ERP (sistema de planificación de recursos empresariales por sus siglas en inglés), gestión de recursos humanos, y gestión de inteligencia comercial para empresas pequeñas, medianas y grandes que se dediquen a cualquier actividad.
El mercado principal de Grupo Softland se encuentra en América Latina, con más de 35 000 clientes en 19 países en la región. Al día de hoy, 104 000 usuarios trabajan con sus aplicaciones empresariales.[cita requerida]
Los ingresos de la empresa para el 2016 fueron de $34 millones USD. En el mismo año han logrado alrededor de 1.100 nuevos clientes.
Grupo Softland compite con empresas como SAP, Oracle y Microsoft en el negocio de software de gestión empresarial.

## Historia
En 1982 el español Fernando Escolar Cuervo, fundó en Madrid la empresa Grupo SP, compañía dedicada a dar servicios de gestión a pequeñas y medianas empresas (PYME). 
En 1989, Grupo SP desarrolló un software para el manejo de la contabilidad de las PYME llamado ContaPlus. La aplicación fue muy popular entre las empresas españolas y se vendieron aproximadamente 600 000 unidades. En el mismo año salió al mercado FacturaPlus, una aplicación enfocada a automatizar la facturación de los negocios, y NominaPlus –un programa sencillo para automatizar procesos del manejo de la nómina de las PYME.
Para el año 2000, Grupo SP manejaba el 40% del mercado español de software de gestión empresarial para PYMEs, comercializaba sus productos en Portugal y expandió sus operaciones a Argentina y México. Ese año, el grupo logró vender 2 millones de unidades de sus paquetes informáticos y contaba ya con 300.000 usuarios.
En ese mismo año, se incorpora el español Óscar Sáez de Bergia como director financiero del grupo, enfocandose en la expansión internacional de la compañía.
En el 2001, Grupo SP adquiere el 100% de las acciones de Softland, compañía chilena especializada en paquetes informáticos para administración de empresas fundada en 1983 por el chileno Luis Alberto Erazo.
En Europa, Sage Group –un fabricante británico de software de gestión empresarial– adquirió en el 2003 a SP España y SP Portugal, previo spin-off de las subsidiarias latinoamericanas del Grupo SP el cual dio origen al actual Grupo Softland.
En 2004, las subsidiarias latinoamericanas de Grupo SP cambian de nombre a Softland y la casa matriz adquiere el nombre de Grupo Softland, con Óscar Sáez de Bergia como CEO del Grupo, posición que ocupa en la actualidad. En ese año la empresa ya tenía filiales en Chile, México y Argentina.
En 2005, Grupo Softland adquiere la empresa colombiana Mecosoft con una cartera de 17,000 clientes. En el 2006 adquiere al desarrollador argentino de software corporativo CWA, con una cartera de 300 clientes. Su producto CWA Logic para empresas medianas y grandes uno de los más reconocidos en el país. Al año siguiente, El grupo integra a la empresa costarricense Exactus, con presencia en Costa Rica, El Salvador y México. Exactus contaba con aproximadamente 600 clientes en la región.
En 2007 Grupo Softland abre oficinas en Ciudad Panamá, capital panameña, y un año después en República Dominicana para poder ofrecer atención local a los clientes de estos dos países. 
En 2012, adquiere la empresa peruana Ofisis, sumándole 400 clientes a su cartera.
En 2015 Softland adquiere el 100% de las acciones de Toolents, compañía española desarrolladora del software de capital humano.
El grupo continua con su expansión en Latinoamérica adquiriendo en el 2018 a SQL Software   y en 2019 adquiere la compañía de capital Argentino Balcony  

## Sedes
Grupo Softland actualmente tiene oficinas en los siguientes países:
- Argentina
- Chile
- Colombia
- Costa Rica
- El Salvador
- España
- Guatemala
- Honduras
- México
- Panamá
- Perú
- República Dominicana

## Productos desoftware
La empresa ofrece los siguientes paquetes de software
Softland ERP: Una suite de aplicaciones para el manejo de recursos empresariales. Cuenta con módulos para las áreas de contabilidad general y presupuesto financiero, facturación, punto de venta, compras, control de inventarios y proyectos, gestión de la nómina, capital humano y aplicaciones especiales para manejo de procesos de manufactura y generación de reportes y análisis.
Softland Recursos Humanos: Solución integral de gestión de personas que permite a las empresas administrar de forma eficiente procesos clave como remuneraciones, desempeño, clima, selección y desarrollo organizacional. Está diseñada para adaptarse a las necesidades de diferentes países de Latinoamérica, combinando automatización, análisis de datos y experiencia de usuario. Cuenta con modalidad web y On Premise, con una app para dispositivos móviles.
Softland MRP: Administrador de procesos para el sector industrial que tiene la capacidad de estimar tiempos de manufactura de productos, vigilar inventarios de materia prima, hacer proyecciones de productos terminados y calendarizar procesos para mantener los ritmos de producción.
Softland BI: Plataforma web de inteligencia de negocios y que trabaja en conjunto con Softland ERP para generar reportes de desempeño en las diferentes áreas de gestión empresarial.
Softland CRM: Administrador de relaciones con clientes.

## Licenciamiento
Grupo Softland utiliza dos modelos de distribución de su software de gestión empresarial: por adquisición de licencia empresarial, o por suscripción tanto en la nube como on premise.